# عسل‌خوار مرمری
عسل‌خوار مرمری (نام علمی: Pycnopygius cinereus) گونه‌ای از پرندگان تیرهٔ عسل‌خواران (Meliphagidae) است. اندازه عسل‌خوار مرمری ۲۰ تا ۲۲ سانتی‌متر است. این پرنده به عنوان اندازه متوسط با منقار به طول متوسط طبقه‌بندی می‌شود. اندازه نر ۴۰ تا ۵۸ گرم و ماده ۳۶ تا ۴۶ گرم است.